# ペンリン島
ペンリン島（ペンリンとう、Penrhyn)またはトンガレバ島 (Tongareva)とは、南太平洋に位置するクック諸島に属する環礁。クック諸島の主要な15の島の中では最大の島であり、最も離れた場所に位置している。Mangarongaro、Hararanga、Te Pitakaとも呼ばれる。

## 地理

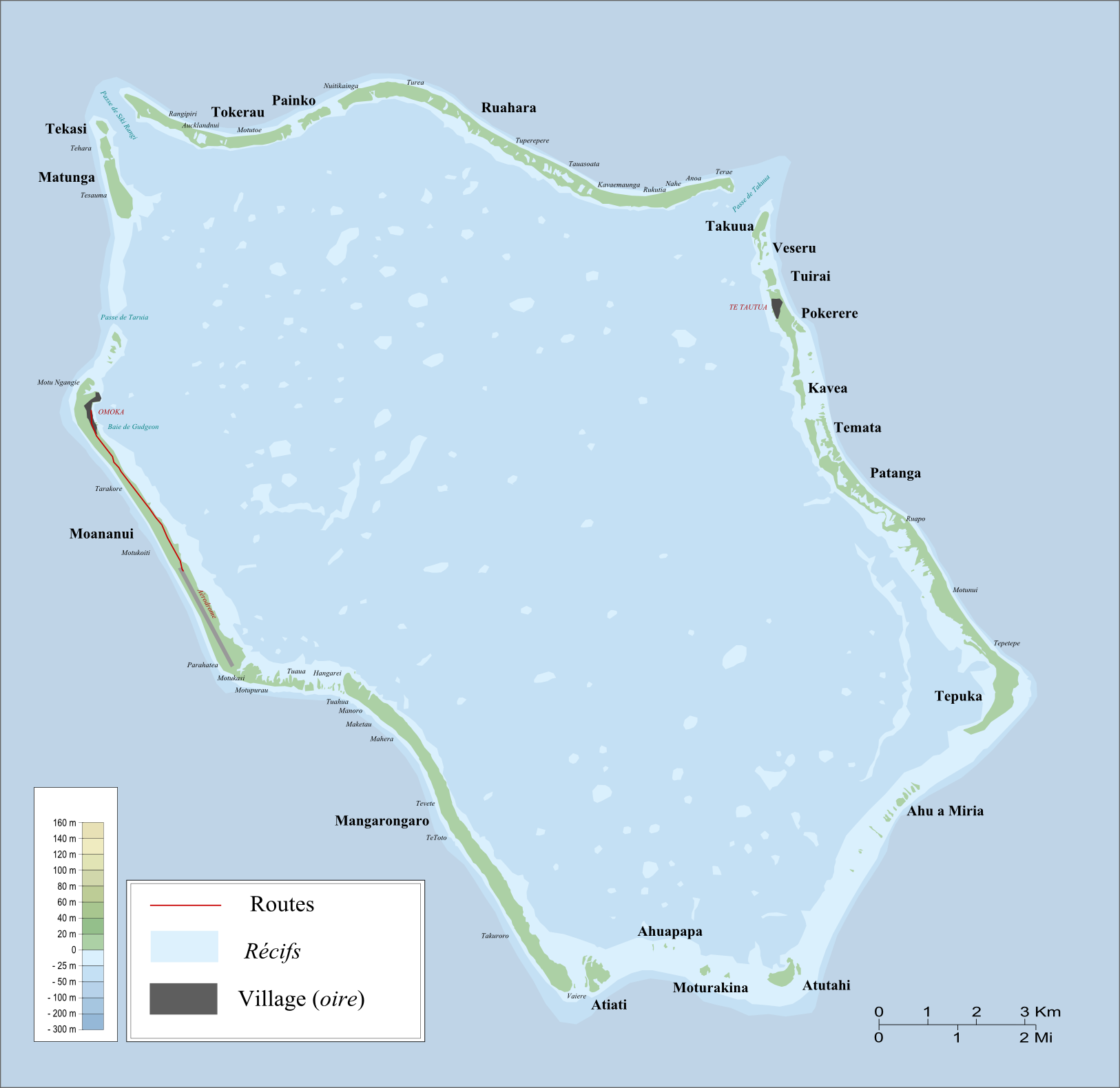
ペンリン島の地図

ペンリン島はラロトンガ島の北北東1,365 km、南緯9度線上に位置しており、クック諸島で最も高い海底火山（標高4876 m）の山頂に当たる。円周77 kmのリング状の珊瑚礁からなり、ラグーン面積の233 km2のうち62 km2が真珠貝に覆われている。陸地面積は9.84 km2。標高は最大でも5 m未満。

## 住民と文化
2001年の国勢調査によるとペンリン島の人口は351人であったが、2011年には213人にまで減少している。
ペンリン島には2つの村がある。ペンリン島議会の所在地でもあるOmoka村は環礁の西の縁に位置するMoananui島にあり、島の南部には空港がある。環礁の東の縁に位置する島にはもう一つの村であるTe Tautua村がある。島民の宗教は二分されており、島民の75 %はクック諸島キリスト教会に、残りの25 %はカトリック教会に属している。

## 歴史

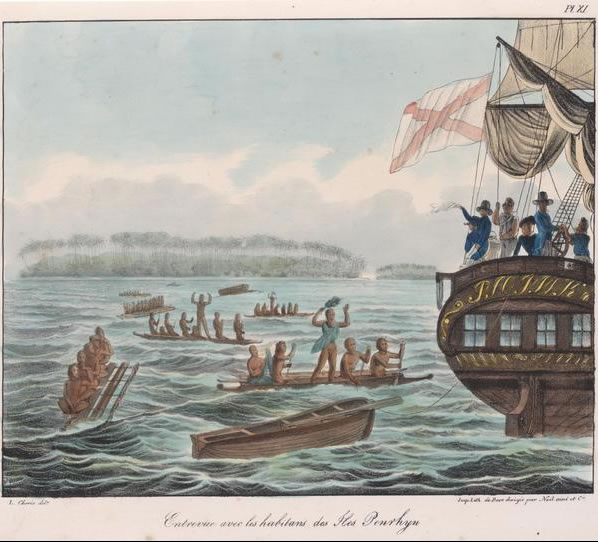
1816年4月30日、ペンリン島の住民と会うオットー・フォン・コツェブー

### 起源
ペンリン島の現地名はトンガレバである。クック諸島図書館および博物館によって公表された学術研究によれば、トンガレバの意味は「宙に浮かぶトンガ」「空のトンガ」や「南方からの道」など様々に解釈されるという。英語で最も一般的に用いられるペンリン島という名称は、1788年8月8日にヨーロッパ人としては初めてペンリン島に到着したウィリアム・クロプトン・サーヴァー船長率いる囚人輸送船レディー・ペンリン号に由来している。レディー・ペンリンはオーストラリアで最も初期の囚人コロニーを築くためにイギリスの南海岸沖に位置するワイト島から出航した11隻の船団（ファースト・フリート）の1つである。ヨーロッパでは他にベネット島とも呼ばれる。

### 奴隷
1854年、ロンドン伝道協会に属する現地人の牧師がラトロンガ島からペンリン島へキリスト教を導入した。この新しい宗教は住民に熱心に受け入れられ、すぐに教会の建設が始まった。1864年にペンリン島をペルーの遠征隊が訪れ、彼らは現地住民に対して良い賃金と安全に帰還できることを約束して教会のための金を得る方法を提供した。およそ1000人の住民がペルー人の約束を受けて南アメリカへ渡ったため、ペンリン島の人口は激減した。しかし、それを受け入れて南アメリカに渡った人々のほとんどは事実上の奴隷状態に置かれ渡航先で死亡した。他の情報源では、1863年に全人口およそ500人のうちの410人が現地人の4人の宣教師たちの手引きを受けたペルーの奴隷商人によって奴隷狩りにあい誘拐されたと記述している。宣教師たちは1人頭5ドルで身内を売り、彼らは通訳として奴隷と共にペルーへ同行した。

### 諸外国の主張
クック諸島は1888年から1900年までの間イギリスの保護領であったが1901年にニュージーランド領となり、1965年にはニュージーランドとの自由連合として自治を選択した。
1856年から1980年までの間、アメリカはグアノ島法に基いてペンリン島における主権を主張した。アメリカの主張はイギリス、ニュージーランドおよびクック諸島からは認められておらず、ニュージーランドの主権は第二次世界大戦中の島嶼におけるアメリカの軍事作戦中に認められた。1980年6月11日、クック諸島とアメリカ領サモアとの間で海上国境線が確定されたことに伴い、アメリカはペンリン島がクック諸島の主権下にあることを認める条約に調印した。

### 第二次世界大戦
1942年初旬の日本の南太平洋への進出により、南太平洋を通過する輸送機のルート（en:South Pacific air ferry route in World War II）にリスクが生じたため代替経路が検討された。1942年3月、リーフ・ヤコブ・スベードルップは可能性のある島々の視察によってペンリン島が中継地として適切であると決定した。ペンリン島では全ての土地が地元住民によって所有されており土地の売却は違法であったが、土地の使用は可能であり飛行場の建設に地元労働者の助けを得ることも出来た。1942年7月には完成した飛行場に航空機燃料を貯蔵するタンクを追加する作業が始まった。島への通信網はアメリカ陸軍通信隊によって確立された。1942年7月、島での建設工事を支援するための海図作成の任務に就いていたアメリカ陸軍艦船のSouthern Seas (en:Lyndonia_(1920))が未知の暗礁で損傷を受け、エンジンルームの浸水によりペンリン島西部のTaruia Passで放棄された。船は後に海軍によって引き上げられ、海軍の船として就役した。

## 経済と資源

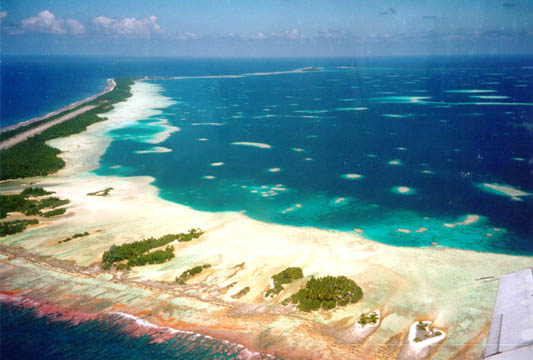
トンガレバの空撮写真

航空便はペンリン島への定期便はないものの、第二次世界大戦中に建設された滑走路が現在でも使用されている。船便は3ヶ月に1度、タイオーシッピング社による定期便が運行している。ペンリン島を構成する各島の移動はラグーン内で運行している島間船が利用される。
ペンリン島はパナマからニュージーランドまでヨットで太平洋横断を行う人々の短期滞在地として人気がある。
ココナッツの繊維で編まれたリトハットが民芸品として生産されている。白い繊維は若いココナッツの葉を剥き、煮沸し、乾燥させることによって作られる。このような繊維を利用した織物はリト織と呼ばれ、伝統的な品目としては日曜の礼拝に使われる団扇や小さなバスケット、帽子（船員帽の模倣）がある。

### 黒真珠の養殖
黒真珠の養殖はペンリン島で唯一の重要な経済活動である。

### 食料
ペンリン島の人々の食料は、その大部分を海産物と島で栽培している植物（ココナッツ、パンノキの実）に頼っている。島の男性は小型のブリキ船に乗って銛や底引き網を用いて漁を行う。島民の食料はラロトンガから輸入される米と小麦粉によって補われているが、定期便が3ヶ月に1度である上にしばしば遅れるため、自給自足せざるを得ない状況である。